# Gordon Finest
Gordon Finest is een Belgisch bier in Schotse stijl van John Martin. Het wordt te Edinburgh gebrouwen door Scottish & Newcastle en door John Martin op de Belgische markt gebracht.

## Achtergrond
Gordon Finest Beers is een verzamelnaam voor een reeks Gordon Finest bieren die sinds begin vorige eeuw worden gebrouwen door Brouwerij John Martin. De naam “Gordon” werd reeds op 4 januari 1924 gedeponeerd door John Martin. De naam “Gordon” is een eerbetoon aan de historisch belangrijke Schotse Gordon-clan, die onder meer in de 13e eeuw nog meevocht met Lodewijk IX van Frankrijk. Een aantal jaren later ontving Adam Gordon van Robert I van Schotland een landgoed te Aberdeenshire. Het embleem van de bieren is een distel, symbool van Schotland, op een Schotse tartan, het blazoen van de clan. Het typische Gordon-glas is eveneens in distelvorm. Hoewel de naam “Gordon Finest” en nog meer het oorspronkelijke “Gordon’s Scotch” Engels of Schots aandoet, is het bier daar onbekend.

## Bieren
Er bestaan heel wat varianten van Gordon Finest:
- Gordon Finest Scotch is een donkere Scotch ale met een alcoholpercentage van 8%. Dit is de originele Gordon.
- Gordon Finest Chrome is een blond bier met een alcoholpercentage van 10,5%. Dit bier is enkel verkrijgbaar in blik.
- Gordon Finest Copper is een goudkleurig bier van hoge gisting met een alcoholpercentage van 6,6%. Dit bier is enkel verkrijgbaar in blik.
- Gordon Finest Gold is een blond bier van hoge gisting met een alcoholpercentage van 10%. Dit bier kwam in 1992 op de markt. Het was een van de eerste zware bieren die in blik (ook in flesjes) verkrijgbaar waren.
- Gordon Finest Platinum is een blond bier van lage gisting met een alcoholpercentage van 12%.
- Gordon Finest Red is een robijnrood bier van lage gisting met een alcoholpercentage van 8,4%. Dit bier kwam in 2001 op de markt.
- Gordon Finest Silver is een goudkleurig bier van lage gisting met een alcoholpercentage van 7,7%. Dit bier kwam in 2001 op de markt en is enkel verkrijgbaar in blik.
- Gordon Finest Titanium is een blond bier van lage gisting met een alcoholpercentage van 14%.
- Gordon Finest Nickel is een blond bier van lage gisting met een alcholpercentage van 16%

## Prijzen
- In 2011 kreeg Gordon Finest Copper 3 sterren op de Superior Taste Award van het International Taste & Quality Institute.[7]